# 杖谷駅
杖谷駅（つえたにえき）は岡山県和気郡佐伯町（現・和気町）苦木に位置していた同和鉱業片上鉄道線の駅（廃駅）である。

## 歴史
- 1931年（昭和6年）7月20日：開業。
  - 当時の所在地表示は岡山県和気郡塩田村苦木であった。
- 1955年（昭和30年）3月31日：佐伯町成立に伴い、所在地表示が岡山県和気郡佐伯町苦木になる。
- 1991年（平成3年）7月1日：路線廃止に伴い廃駅。

## 駅構造
1面1線の無人駅である。また、民家の庭先が駅になっていることで有名だった。

## 廃止後
ホームや隣接していた民家は完全に撤去され、現在、跡地は和気・赤磐共同コンポストセンター（廃棄物処理施設）となっておおり、杖谷駅跡と書かれた木製の看板もある。

## 隣の駅
同和鉱業
片上鉄道線
苦木駅 - 杖谷駅 - 備前塩田駅